# Choeradoplana iheringi
Choeradoplana iheringi ist eine Art der zu den Landplanarien zählenden Gattung Choeradoplana. Sie kommt in Brasilien vor.

## Merkmale
Choeradoplana iheringi ist eine kleine bis mittelgroße Landplanarie, die kriechend eine Länge von bis zu 50 Millimetern aufweist. Rückenseitig hat sie eine hell- bis mittelbraune Grundfärbung, auf der sich dunklere Punkte befinden. Manche Individuen haben einen dünnen, in der Mitte sitzenden Mittelstreifen, der sich bildet, weil an dieser Stelle die Punkte fehlen. Die Bauchseite ist in einem helleren Braunton gefärbt. Das Vorderende ist aufgrund eines Retraktormuskels im Kopfbereich durchgehend nach hinten gerollt. Auf der Bauchseite befinden sich zwei kissenartige Strukturen.
Choeradoplana iheringi besitzt viele Augen, die sich an den Seitenrändern entlang des gesamten Körpers verteilen, mit Ausnahme der Spitze des Vorderendes, wo sich keine Augen befinden.
Äußerlich ähneln sich Individuen der dunkleren Art C. iheringi und der Art Choeradoplana benyai. Beide Arten teilen sich denselben Lebensraum im Süden Brasiliens.

## Verbreitung
Choeradoplana iheringi ist eine häufige Art in Naturschutzgebieten des Atlantischen Regenwalds in Brasilien, die von Minas Gerais bis Rio Grande do Sul vorkommt.